# Bakalite
Bakalite (Bulgaars: Бакалите) is een dorp in Bulgarije. Zij is gelegen in de gemeente Tsjernootsjene in de oblast  Kardzjali. Het dorp ligt 189 km ten zuidoosten van de hoofdstad Sofia.

## Bevolking
Op 31 december 2019 telde het dorp 82 inwoners.  De inwoners zijn uitsluitend Bulgaarse Turken.
Van de 85 inwoners die in februari 2011 werden geregistreerd, waren er 26 jonger dan 15 jaar oud (31%), terwijl er 16 inwoners van 65 jaar of ouder werden geteld (19%).
Bakalite - Barza Reka - Bedrovo - Bezvodno - Beli Vir - Besnoerka - Bozjoertsi - Borovsko - Bosilitsa - Bostantsi - Daskalovo - Draganovo - Doesjka - Djadovsko - Jabaltsjeni - Javorovo - Jontsjovo - Gabrovo -  Kablesjkovo - Kanjak - Komoeniga - Kopitnik - Koetsovo - Ljaskovo - Minzoechar - Moerga - Nebeska - Notsjevo - Novi Pazar - Novoselisjte - Panitsjkovo - Patitsa - Ptsjelarovo - Petelovo - Prjaporets - Roesalina - Sokolite - Srednevo - Sredska - Strazjnitsa - Svobodinovo - Tsjerna Niva - Tsjernootsjene - Vazel - Versko - Vodatsk - Vojnovo - Vozjdovo - Zjeleznik - Zjenda - Zjitnitsa